# Lekkoatletyka na Letnich Igrzyskach Paraolimpijskich 2012 – 200 metrów T46 kobiet
W biegu na 200 metrów kl. T46 kobiet podczas Letnich Igrzysk Paraolimpijskich 2012 rywalizowało ze sobą 12 zawodniczek. W konkursie udział wzięły zawodniczki z jedną ręką amputowaną powyżej łokcia.

## Wyniki

### Eliminacje

#### Bieg 1
| Miejsce | Zawodniczka                     | Państwo         | Czas  | Uwagi |
| ------- | ------------------------------- | --------------- | ----- | ----- |
| 1.      | Nikol Rodomakina                | Rosja           | 26.21 | Q     |
| 2.      | Wang Yanping                    | Chiny           | 26.55 | Q     |
| 3.      | Katarzyna Piekart               | Polska          | 27.21 | Q     |
| 4.      | Sally Brown                     | Wielka Brytania | 27.78 |       |
| 5.      | Amara Lallwala Palliyagurunnans | Sri Lanka       | 29.36 |       |
| 6.      | Maiya Bisunkhe                  | Nepal           | 36.32 |       |

#### Bieg 2
| Miejsce | Zawodniczka         | Państwo           | Czas  | Uwagi |
| ------- | ------------------- | ----------------- | ----- | ----- |
| 1.      | Yunidis Castillo    | Kuba              | 24.81 | Q     |
| 2.      | Anrune Liebenberg   | Południowa Afryka | 25.79 | Q, AF |
| 3.      | Alicja Fiodorow     | Polska            | 25.92 | Q, PB |
| 4.      | Unyime Uwak         | Nigeria           | 26.65 | q, PB |
| 5.      | Alexandra Moguczaja | Rosja             | 27.48 | q, PB |
| 6.      | Yengus Dese Azenaw  | Etiopia           | 29.96 |       |

### Finał
| Miejsce | Zawodniczka         | Państwo           | Czas  | Uwagi |
| ------- | ------------------- | ----------------- | ----- | ----- |
|         | Yunidis Castillo    | Kuba              | 24.45 | WR    |
|         | Alicja Fiodorow     | Polska            | 25.49 | ER    |
|         | Anrune Liebenberg   | Południowa Afryka | 25.55 | AF    |
| 4.      | Nikol Rodomakina    | Rosja             | 25.56 | PB    |
| 5.      | Wang Yanping        | Chiny             | 26.38 | AS    |
| 6.      | Unyime Uwak         | Nigeria           | 26.65 | =PB   |
| 7.      | Katarzyna Piekart   | Polska            | 27.18 | PB    |
| 8.      | Alexandra Moguczaja | Rosja             | 27.47 | PB    |